# ایلیمور کریشتیانستوتیر
ایلیمور کریشتیانستوتیر (ایسلندی: Ilmur Kristjánsdóttir؛ زادهٔ ۱۹ مارس ۱۹۷۸) بازیگر اهل ایسلند است. وی از سال ۲۰۰۳ میلادی تاکنون مشغول فعالیت بوده‌است.
از فیلم‌ها یا مجموعه‌های تلویزیونی که وی در آن‌ها نقش داشته است، می‌توان به به‌دام‌افتاده اشاره نمود.